# Into the Fire
Into the Fire je paté studiové album kanadského rockového hudebníka Bryana Adamse. Vydáno bylo 30. března 1987 prostřednictvím vydavatelství A&M Records. Deska byla produkovaná Adamsem a Bobem Clearmountainem a umístila se na sedmé příčce americké hitparády Billboard 200. Jedná se o poslední album, na kterém se skladatelsky podílel Jim Vallance.

## Seznam skladeb
Všechny skladby napsal(i) Bryan Adams a Jim Vallance. 
| Pořadí         | Název                   | Délka |
| -------------- | ----------------------- | ----- |
| 1.             | Heat of the Night       | 4:52  |
| 2.             | Into the Fire           | 4:41  |
| 3.             | Victim of Love          | 4:07  |
| 4.             | Another Day             | 3:41  |
| 5.             | Native Son              | 6:04  |
| 6.             | Only the Strong Survive | 3:45  |
| 7.             | Rebel                   | 4:02  |
| 8.             | Remembrance Day         | 5:59  |
| 9.             | Hearts on Fire          | 3:30  |
| 10.            | Home Again              | 4:18  |
| Celková délka: | Celková délka:          | 44:53 |

## Obsazení
- Bryan Adams – zpěv, kytara, piano
- Keith Scott – kytara, doprovodný zpěv
- Tommy Mandel – varhany, syntezátor, piano
- Mickey Curry – bicí

Hosté
- Robbie King – varhany
- Dave Pickell – piano
- Ian Stanley – klávesy
- Jim Vallance – piano, perkuse, sekvencer